# カボット (小惑星)
カボット (7317 Cabot) は、小惑星帯に位置する小惑星。1937年11月26日、ハンガリーの天文学者クリン・ジェルジュが、コンコリ天文台の観測所で発見した。
北アメリカ大陸の発見者として知られる15世紀の航海者、ジョン・カボット（イタリア語読みではジョヴァンニ・カボート）に因んで命名された。